# 伊藤宏見
伊藤 宏見（いとう ひろみ、1936年7月31日 - 2019年2月9日）は、日本の英文学者、詩人、歌人、劇作家、比較文化学者、東洋大学名誉教授。

## 略歴
横浜市生れ。1963年早稲田大学第一文学部英文学科卒業、65年同大学院修士課程修了。東京農業大学講師、助教授、東洋大学教授、2007年定年退任、名誉教授。日本歌人クラブ中央幹事。良寛会会長。沙羅短歌会主宰会長。W・B・イェイツ研究が専門。

## 著書
- 『闇の受苦 詩集』思潮社 1963
- 『印融法印の研究 伝記篇』私家版、1970‐71
- 『童心残譜 W.B.イエイツ・咒詛から謳歌へ』文化書房博文社 1973
- 『玄冬 歌集』文化書房博文社 水門叢書 1977
- 『貧寒の美』角川書店 1982
- 『斎藤茂吉と良寛』新人物往来社 1984
- 『連珠抄 歌集』文化書房博文社 1986
- 『良寛の歌と貞心尼 『はちすの露』新釈』新人物往来社 1990
- 『手まりのえにし 良寛と貞心尼 『はちすの露』新釈』文化書房博文社 1993
- 『寒笛 歌集』文化書房博文社 沙羅叢書 1994
- 『西田幾多郎心象の歌』大東出版社 1996
- 『大石順教尼の世界』文化書房博文社 1997
- 『声遠く 歌集』文化書房博文社 「沙羅」叢書 1999
- 『新月 歌集』文化書房博文社 「沙羅」叢書 2001
- 『むらどり 伊藤宏見歌集』短歌研究社 沙羅叢書 2003
- 『イェイツ詩研究『クール湖上の白鳥』その他』北星堂書店 2004
- 『東西を越えて 比較文学文化のために』文化書房博文社 2005
- 『存在の統一 イェイツの思想と詩の研究』文化書房博文社 2007
- 『鉄砲伝来秘話 若狹姫・春菜姫物語 伊藤宏見戯曲集』文化書房博文社 2009
- 『夏目漱石と日本美術』国書刊行会 2012
- 『多門伝八郎の長き一日 松の廊下の刃傷事件の真相その他五篇』文芸社 2014

### 共著編
- 『精説高等英文法』三浦敏明共編著 文化書房博文社 1978
- 『現代英語表現法』三浦敏明,矢口正巳共編著 文化書房博文社 1987
- 『良寛酒ほがひ 寂寥と優游』編 文化書房博文社 2003 良寛会シリーズ
- 『良寛の優游と近代の歌人・文人たち』良寛会共編著 文化書房博文社 2007

## 参考
- 伊藤宏見教授略歴[含 主要業績一覧] (伊藤宏見教授 古稀記念号) 文学論藻 2007-02
- [ISBN　978-4-8301-1163-1]